# V499 Андромеды
V499 Андромеды (лат. V499 Andromedae) — одиночная переменная звезда в созвездии Андромеды на расстоянии приблизительно 27822 световых лет (около 8530 парсеков) от Солнца. Видимая звёздная величина звезды — от +15,6m до +15,1m.

## Характеристики
V499 Андромеды — жёлто-белая пульсирующая переменная звезда типа RR Лиры (RRC) спектрального класса F. Эффективная температура — около 6604 K.